# Kroktjärnen (Mora socken, Dalarna, 675737-141287)
Kroktjärnen är en sjö i Mora kommun i Dalarna och ingår i Dalälvens huvudavrinningsområde. Vid provfiske har bäckröding, elritsa och röding fångats i sjön.